# Rosularia turkestanica
Rosularia turkestanica là một loài thực vật có hoa trong họ Crassulaceae. Loài này được (Regel & Winkler) A. Berger miêu tả khoa học đầu tiên năm 1930.